# 岡部昌生
岡部 昌生（おかべ まさお、1942年 - ）は、日本の現代美術家。北海道根室市出身。北海道学芸大学（現北海道教育大学）卒業。札幌大谷大学短期大学部教授。建物の壁面や路上に紙をあて、その凹凸を鉛筆で擦りとるフロッタージュの手法による作品で有名。

## 来歴・人物
1942年、北海道根室市に生まれる。北海道札幌東高等学校在学中に北海道美術協会展に出品し入選。1977年より、フロッタージュ作品の制作をはじめる。1979年、パリに滞在し、169点の「都市の皮膚」を制作。1980年代後半からは、広島の原爆跡地を積極的に作品化しているほか、1996年、パリのユダヤ人街で拉致の史実を刻む銘板を擦りとった作品も制作している。2007年、第52回ヴェネツィア・ビエンナーレの日本館代表展示作家に選ばれた。現在も、国内外の各都市で制作・展覧会活動を展開している。

## 受賞
- 1973年　北海道芸術新賞
- 1976年　北海道秀作美術展優秀賞
- 1980年　北海道現代美術展優秀賞
- 2006年　北海道文化賞奨励賞
- 2007年　第28回広島文化賞

## 著書
- 岡部昌生 わたしたちの過去に、未来はあるのか　東京大学出版会　2007